# Цистозейра бородатая
Цистозейра бородатая (лат. Cystoseira barbata) — вид многолетних бурых водорослей рода Цистозейра.

## Описание
Слоевище цистозейры бородатой сильно и неправильно разветвлено, растёт кустом до 1 метра высотой, 0,5 см шириной, прикрепляется к подводным скалам мощной дисководной частью. Однако цистозейры может расти неприкреплённой. Цвет слоевища — от тёмно-бурого до чёрного.

### Химический состав
Сухое слоевище цистозейра содержит до 39 % альгиновой кислоты, способной поглощать большое количество жидкости, 3,2 % маннита, 0,6 % брома, 0,08 % йода, также фукоксантин — бурый пигмент.
В течение года химический состав водоросли меняется: зимой в её составе больше йода и брома, летом — больше маннита.

## Распространение
Растёт цистозейра бородатая на скалах и камнях на глубине 2 метров по всему побережью Чёрного моря. Кроме Чёрного моря, она встречается в Средиземном море, в Атлантическом океане на южном берегу Пиренейского полуострова, очень редко — в Азовском море (на южных берегах).
Часто водоросль образует «подводные луга». В воде немного напоминает коричневые кораллы, мягкие на ощупь.

## Применение
С медицинской целью используют высушенное слоевище.